# Дуе Караре
Дуе Караре (на италиански: Due Carrare, Do Carare) е община (comune) в провинция Падуа, в регион Венето, в Североизточна Италия с 9078 жители (към 31 декември 2013).
Намира се на около 14 км югозападно от град Падуа. Дуе Караре е съсздаден през 1995 г. чрез сливането на общините Карара Сан Джорджио (Carrara San Giorgio) и Карара Сан Стефано (Carrara San Stefano).
Фамилията Карарези или „Да Карара“ е известна от 12 век като господари на княжеството Падуа. Абатството Свети Стефан в селището Сан Стефано е известно още от 11 век.